# Bernardino de Sena Pontual

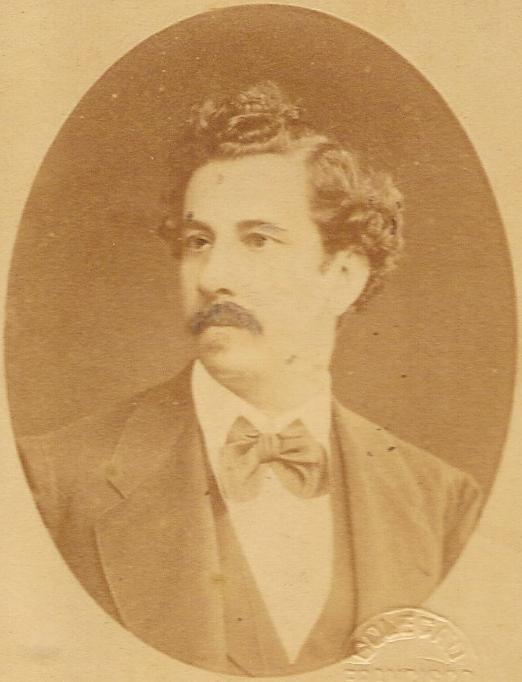
Bernardino de Sena Pontual, Barão de Petrolina

Bernardino de Senna Pontual, primeiro e único barão de Petrolina (Pernambuco, 1835 ou 1841 — Pernambuco, 25 de março de 1896) foi um comerciante e nobre brasileiro.
Era filho de João Manuel Pontual e Teresa dos Santos Pontual, e irmão do barão de Frecheiras. Casou-se com Sofia da Costa Pontual (1838-1898), com quem teve três filhos.
Agraciado barão, era comendador da Imperial Ordem da Rosa.